# اوبرمینیل-بومه
اوبرمینیل-بومه (به فرانسوی: Aubermesnil-Beaumais) یک کمون در فرانسه است که در canton of Offranville واقع شده‌است. اوبرمینیل-بومه ۴٫۸۸ کیلومتر مربع مساحت دارد ۱۰۰ متر بالاتر از سطح دریا واقع شده‌است.